# 东山镇 (乐至县)
东山镇，是中华人民共和国四川省资阳市乐至县下辖的一个乡镇级行政单位。2019年12月，撤销孔雀乡，将原孔雀乡马家井村、斑竹院村、长景寺村、二龙桥村、孔雀寺村、马鞍山村、天远桥村、孔雀铺村、团田村、琵琶村、龙凤村、红岩洞村、八角庙村所属行政区域划归东山镇管辖。

## 行政区划
东山镇下辖以下地区：
东山社区、朝阳观村、义学村、方广村、三元庙村、凤凰村、同心村、高隆庙村、东乐村、踏水村、玉皇村、保安寨村、大茅坪村、白塔村、云台村、赛老村、绍兴村和高山庙村。